# Der weite Weg (1946)
Der weite Weg, deutscher Verleihtitel Schicksal in Ketten, ist ein österreichisches Heimkehrerdrama von Eduard Hoesch aus dem Jahr 1946.

## Handlung
Ein sowjetisches Kriegsgefangenenlager kurz vor Ende des Zweiten Weltkriegs, 1200 Kilometer von Wien entfernt: Zum Teil seit mehreren Jahren sind österreichische Soldaten im Lager gefangen. Alle haben Sehnsucht nach Wien und ihren Frauen. Vor allem der 29-jährige Franz Manhardt vermisst seine Frau Anni. Beide waren erst zwei Jahre verheiratet, bevor der Krieg ausbrach. Eines Tages kommt ein neuer Gefangener ins Lager. Der Unteroffizier Karl Strassl hat Wien vor einem Jahr zum letzten Mal gesehen und prahlt vor den anderen mit seinen Frauengeschichten. Er berichtet von einer, die er über mehrere Tage hinweg erobert hat. Eines Abends habe er vor ihr vorgegeben, am nächsten Tag an die Front zu müssen. Sie habe sich zunächst gegen seine Annäherungsversuche gewehrt, dann jedoch nachgegeben und mit ihm die nächsten 14 Tage verbracht. Er habe ihr die Ehe versprochen, als er gegangen sein, plane jedoch keine Heirat, da seine zukünftige Frau Geld haben müsse. Es stellt sich heraus, dass es sich bei der Frau um Anni handelt. Franz ist außer sich und schlägt Karl, der beim Sturz unglücklich fällt und stirbt. Franz wird zu mehreren Wochen Zwangsarbeit und Essensentzug verurteilt, jedoch vom Totschlag freigesprochen. Bei seiner Rückkehr zu den Kameraden zerreißt er als erstes das Bild seiner Frau, von der er nichts mehr wissen will.
Die Rote Armee erobert Wien; kurz darauf kapituliert das Deutsche Reich. Die Kriegsgefangenen kommen frei und fahren zurück nach Österreich. Franz freut sich nicht auf die Heimat und will Anni nicht wiedersehen. Er kommt bei seinem Freund Rudi unter, der mit ihm die Gefangenschaft durchlebt hat. Rudi glaubt, dass Karl nicht die Wahrheit über seine Beziehung zu Anni gesagt hat, und sucht sie heimlich auf. Sie ist erfreut, dass Franz lebt. Anni leugnet eine Beziehung zu Karl, der an einem Tag aufdringlich geworden sei, woraufhin sie ihn vor die Tür gesetzt habe. Rudi macht Franz klar, dass seine Frau ihm immer treu war, und der verspricht, am nächsten Tag zu ihr zu gehen. Ein Arbeitsunfall verhindert dies: Um einen von einer Brücke gestürzten Arbeiter zu retten, springt Franz ebenfalls in die Donau und verletzt sich schwer. Rudi und Anni eilen gemeinsam ins Krankenhaus, wo sich Franz und Anni versöhnen.

## Produktion
Der weite Weg war der erste österreichische Spielfilm, der nach Kriegsende in die Kinos kam. Zwar begannen die Dreharbeiten später als zu Glaube an mich, doch waren sie schneller beendet, sodass die Premiere bereits am 23. August 1946 in Wien stattfinden konnte. Die Erstaufführung in der Bundesrepublik fand am 12. Januar 1950 im Urania in Kassel statt.
Der Film wurde in den Rosenhügel-Ateliers gedreht, wobei das Filmmaterial von den sowjetischen Besatzern zur Verfügung gestellt wurde. Die Filmbauten stammten von Julius von Borsody, die Lieder schrieb Willy Engel-Berger, wobei der Gesang von Georg Oeggl, Franz Schuh und Hans Kainer stammte. Zu hören sind die Lieder Die Zeit heilt jede Wunde, Ich bring’ heut’ aus Nussdorf a Menagerie z’haus und Heut’ ist mir komisch zumut.

## Kritiken
„Trotz der verhaltenen Darstellung ein larmoyantes Ehedrama ohne psychologischen Tiefgang oder realistischen Zeitbezug“, befand das Lexikon des internationalen Films. Andere Kritiker nannten den Film den „österreichische[n] Versuch, von der Realität Notiz zu nehmen“ und ein „prototypische[s], sichtlich mit geringem Aufwand gedrehte[s] Heimkehrer-Melodram“.